# Francesco Pignatelli, marchese di Laino
Francesco Pignatelli, marchese di Laino e conte di Acerra (Napoli, 27 marzo 1734 – Napoli, 11 ottobre 1812), è stato un generale e politico italiano, vissuto nel Regno di Napoli al servizio dei Borbone.
Ricoprì l'incarico di vicario generale di Ferdinando IV, dopo la fuga di questi in Sicilia, a seguito dell'invasione francese dello Stato pontificio e della battaglia di Civita Castellana.

## Biografia
Nacque da  Ferdinando, dei duchi di Monteleone, e da Lucrezia Pignatelli principessa di Strongoli. 
Il 15 febbraio 1783, dopo il terremoto del 5 denominato il "Fragello", fu nominato vicario generale delle Calabrie «con autorità e facoltà ut alter ego sopra tutti li présidi, tribunali, baroni, corti regie e baronali e qualsísiano altri uffiziali politici di qualunque ramo qualità e carattere, come altresì sopra tutta la truppa tanto regolare quanto di milizie» e vi rimase fino al 10 settembre 1787. Dotato immediatamente di 100.000 ducati per le necessità urgenti della popolazione inviò due navi con beni di prima necessità a Reggio e a Pizzo e si stabilì il 22 febbraio a Monteleone, dove pose il suo quartier generale; da qui, effettuando anche sopralluoghi nelle zone più colpite, coordinò gli aiuti, per cui si valse anche dei fondi della cassa sacra, alle zone colpite dal sisma.
Nominato dal re Ferdinando IV direttore della polizia di Napoli, corpo di nuova istituzione, fu sempre da questo, prima della fuga della famiglia reale in Sicilia nel dicembre 1798, con un biglietto regale nominato vicario generale del monarca con il compito di contrastare l'avanzata dei francesi di Napoleone finché il re fosse tornato con i rinforzi; ma trovatosi il Pignatelli senza possibilità di impedire l'occupazione firmò l'11 gennaio 1799 a Sparanise, con il generale Championnet, un armistizio di due mesi che prevedeva la cessione della fortezza di Gaeta, il pagamento di due milioni e mezzo di ducati in due rate da pagarsi il 15 e il 25 gennaio e l'interdizione dei porti napoletani alle navi dei paesi nemici della Francia. In seguito alla notizia che in città erano presenti gli emissari francesi per il pagamento della prima rata i lazzari napoletani insorsero e si impadronirono delle fortezze cittadine.
Il marchese di Laino abbandonò Napoli il 17 gennaio ed arrivò a Palermo il 28, qui fu fatto mettere agli arresti domiciliari dal re, che non era d'accordo con l'armistizio da lui stipulato con i francesi, ma sembra che alla fine, dopo essersi giustificato, sia stato prosciolto..

## Famiglia
Il 7 ottobre 1792 Francesco Pignatelli sposò Maria Giuseppa de Cardenas. Nata nel 1756, ella ereditò i feudi ed i titoli del padre Ferdinando III de Cardenas, in particolare quello di contessa di Acerra e marchesa di Laino. La coppia non ebbe figli. Maria Giuseppa morì, poco dopo il marito, il 22 novembre del 1812. Nominò quali suoi eredi Francesco Pignatelli, VII principe di Strongoli (nipote del marito) ed i discendenti della zia Giovanna de Cardenas (Spinelli principi di Scalea). I titoli di conte di Acerra e marchese di Laino pervennero, tramite Antonio Spinelli di Scalea al figlio di questi Francesco Spinelli, che ne ottenne il riconoscimento mediante Decreto Ministeriale del 21 aprile del 1895.
Francesco Pignatelli era il fratello minore di Salvatore Pignatelli, V principe di Strongoli. Fu quindi zio dei fratelli Ferdinando Pignatelli (1769-1799), Mario (1773-1799), Francesco Pignatelli (1775-1853) e Vincenzo Pignatelli (1777-1837). Questi ultimi furono, a differenza dello zio, di orientamento liberale. Ferdinando e Mario in particolare vennero condannati, in seguito alla restaurazione borbonica, alla pena capitale a causa del loro coinvolgimento nella Repubblica Napoletana.